# AXA Center
AXA Center – wieżowiec w Nowym Jorku, w USA. Budynek ma 229,3 metrów wysokości i posiada 54 kondygnacje. Budynek jest osiemnastym pod względem wysokości budynkiem w mieście.